# アクセシブルな情報システム

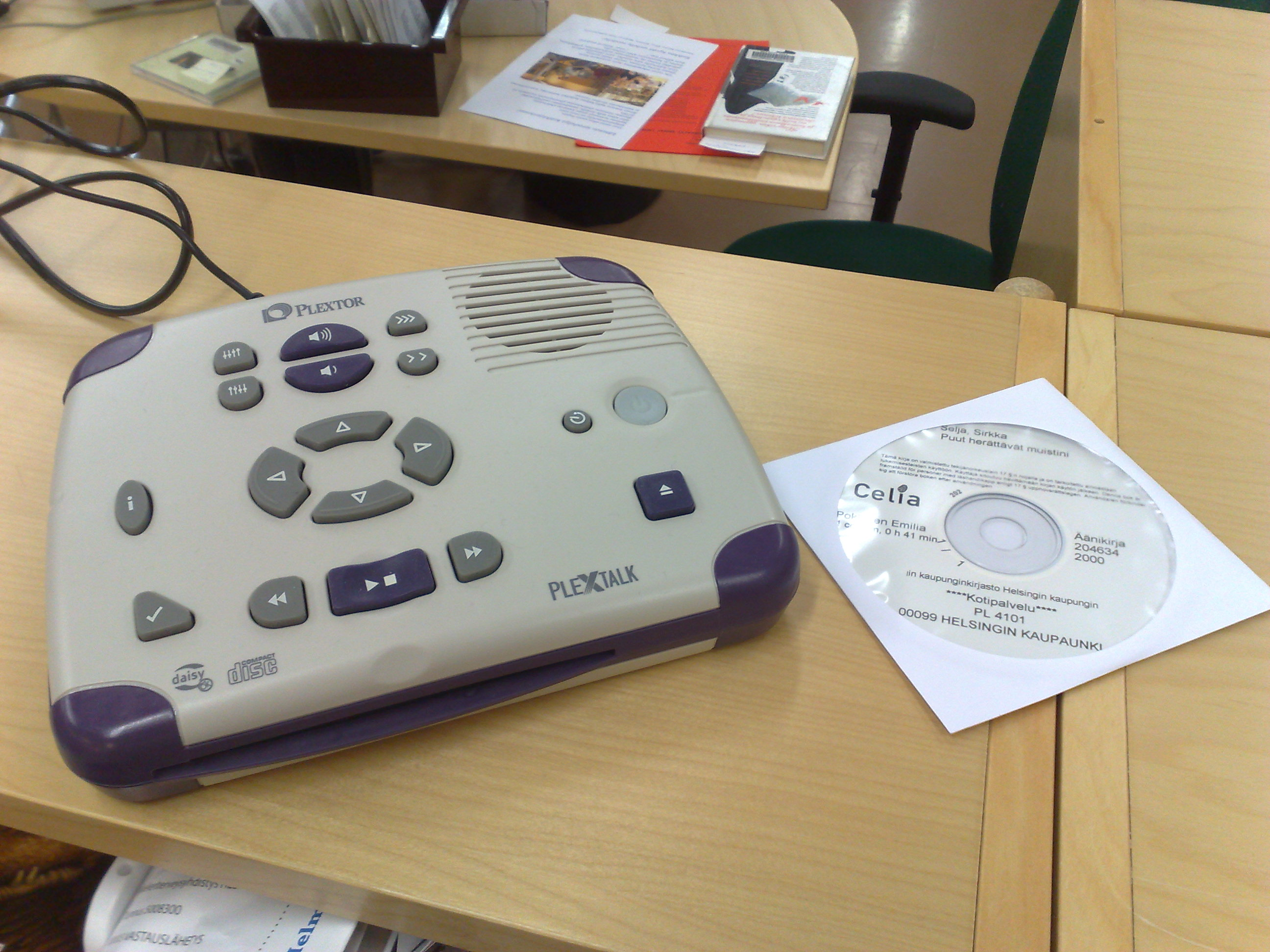
Daisy Player

アクセシブルな情報システム（アクセシブルなじょうほうシステム、英: digital accessible information system, 頭字語：DAISY）は、デジタル録音図書の国際標準規格である。音声およびテキストデータの構造化と、音声・テキスト・画像データ等の同期再生を主な特徴とする。オーディオブック、定期刊行物、デジタル録音図書の制作、またデジタルマルチメディア図書の作成に使われ、前者の対象は主に視覚障害者、後者は識字障害者（ディスレクシア)・学習障害者等のために使われている。一般に、英語での頭文字を使った略称であるDAISYおよびその仮名表現であるデイジーが呼称に使われており、規格そのものはDAISY規格、またこの規格に基づいて作られた録音図書はデイジー図書、デイジー録音図書、あるいはマルチメディア・デイジー図書などと呼ばれ、英語圏で「Digital Talking Book（DTB）」（仮訳：しゃべる電子書籍）と称する。
図書を構成する音声およびテキストデータはMPならびにXMLにより構造化されるため、見出しのみを先に再生したり、希望する見出し箇所へジャンプして再生するなどの操作が可能である。また図表の読み上げに加えて出典情報ほかの補足情報を提供する。この技術により従来の録音資料では未対応だった複雑な構成の出版物も、たとえば百科事典や教則本などが利用できるようになった。またマルチメディアの媒体は書籍、定期刊行物、新聞、学術誌、コンピュータ対応文書、文字情報と音声を同期させた表現媒体まで応用できる。このため、点字図書館等における音訳図書は、音声データのみのカセットテープから、DAISY規格によるCD-ROMへと、ほぼ移行 した。さらに最近では、視覚障害者情報総合ネットワークシステム「サピエ」等を利用したインターネット配信も普及しつつある。
当初は視覚障害者のためのデジタル録音図書の規格として作られたが、その後、音声と画像の同期技術を取り込むことにより、識字障がい者、学習障がい者にも有効なデジタルマルチメディア図書の規格に発展した。また外国にルーツがあり日本に暮らす児童生徒、海外からの留学生 には文化的背景から漢字かな混じり文の認識に難しさがある場合、DAISY 図書を使った学習支援が実施されてきた。
近年の電子書籍の急速な普及と、電子書籍の閲覧におけるアクセシビリティの要求の高まりを受けて、電子書籍のオープンな国際規格であるEPUB3はDAISYの仕様を包含した。これにより、DAISYの最新バージョンであるANSI/NISO Z39.98-2012以降、製作・交換用のフォーマットという位置付けとなっている。

## 特徴
- 音声フォーマットにMP3を採用しているため、音楽CDと同じフォーマットによる録音図書に比べて、長時間再生が可能である。
- 音声読み上げの他に、テキスト表示、画像表示、動画表示が可能である。
- 音声・テキスト・画像・動画は相互に同期しての表示が可能である。例えば読み上げに同期して文字をハイライトするなど。
- 音声・テキストともに全体が構造化されており、文単位で前後に進んだり、章や節の間で自由に行き来するといったことが可能である。
- 任意の場所に「しおり」を挟むことが可能である。
- ページ番号を情報として持つことが可能である。

## 仕様
既存の国際標準規格を採用して構成されている。テキスト及び音声の構造化のためにはXHTMLを使用し、音声データとテキスト・画像等との同期にはSMIL を使用している。
デイジー図書は、以下のデジタル・ファイルを備えたセットである。
- ソーステキストの一部あるいはすべてのナレーション（肉声）を含む、1つあるいは複数のデジタル音声ファイル
- テキストの一部あるいはすべてを含むマークアップファイル（厳密には、このマークアップ・テキストファイルはオプションである）
- テキストファイルのマーキングと音声ファイルの時間情報を結ぶ同期化ファイル
- ナビゲーションコントロールファイルとして、ユーザーがテキストと音声の同期を維持しながら、ファイル間をスムーズに移動できるようにする。

デイジー規格では製作者が、「音声のみ」「フルテキストと音声」「テキストのみ」など、テキストと音声の構造を自由に選ぶことができる。
現在の最新版はDAISY3であり、ANSI/NISO Z39.86-2005として標準化されている。現在、日本で普及し使われているのはDAISY2.02である。
2012年8月に、次期デイジー規格となるANSI/NISO Z39.98-2012が公表された が、これは製作・交換用のフォーマットであり、配布用フォーマットにはDAISY3もしくはEPUB3が使用される予定である。
デイジー規格の開発・維持は、国際非営利法人デイジー・コンソーシアムが国を超えた開発機構として実施している。1996年に創設、その趣旨を文字媒体に不適応の読者に公平な情報訴求とアクセスを確保するためとし、世界から加盟団体・会員をつのり活動する。またDAISY/NISO 規格の管理者としてアメリカのNational Information Standards Organization (NISO) より承認を受けた。

## 歴史
- 1994年 — 最初のデイジー規格がスウェーデンで特許取得[17]
- 1996年5月 — デイジー・コンソーシアム設立
- 1997年5月 — デイジー・コンソーシアムは、インターネット用に開発されたファイル・フォーマットをベースとしたオープン規格の採用を決定[17]
- 1998年 DAISY 2.0仕様リリース。HTMLとSMILを採用。
- 2001年1月 — DAISY 仕様2.02の公式推薦が発表される。バージョンアップ時、XHTMLとSMILの組み合わせに改編[22]。
- 2001年12月 — DAISY の正式名称を Digital Audio-based Information system（Audio-based：音声基準）から Digital Accessible Information system （Accessible：汎用アクセス）に変更。
- 2002年3月 — DAISY3 仕様およびANSI/NISO Z39.86 2002規格リリース。
- 2005年 — DAISY 3 をXMLに移植しANSI/NISO（英語版） Z39.86-2005 標準の認証を受ける[23]。
- 2012年8月 — 次期DAISY規格となるANSI/NISO Z39.98-2012公表。

## 出版物へのアクセス
厚生省は1995年の補正予算を当てて DAISY 作成システムと同再生専用機を全国の点字図書館や視覚障がい者の教育機関、専門施設に配備し、CD-ROM図書を2580件、配った。また録音図書の普及のため、多くの点字図書館が2000年頃から録音図書の作成をデジタル化し、録音媒体はカセットテープから MO や MD に切り替わる。利用者の読書環境の整備に向け、厚生労働省は2004年（平成16年）概算要求予算に読書機（デジタル録音図書再生機）を日常生活で使えるよう普及を後押しする予算を計上。
その2004年当時、電子点字図書がもっとも充実した会員制データベースは旧称「ないーぶネット」（視覚障害者用図書情報ネットワーク）と称し、「全国視覚障害者情報提供施設協会」が運営していた。加盟者は点字図書館等で、協会は録音図書の電子化に合わせた再生機ほかの整備に2006年度から取り組みを進めた。2010年4月にデータベースのネットワークを日本点字図書館に移行し、名称はサピエ（視覚障害者情報総合ネットワーク）に変わる。録音図書の媒体は従来のカセットテープとデイジー、一般CD（朗読ほか）に加え、複数の版のデイジー（音声版、テキスト版、マルチメディア版）とオーディオブック、音声解説が増えた。
図書館利用になんらかの不便がある人に提供するサービスの変遷は、1998年から2009年の10年余りにわたる文献のまとめ や大学図書館の対応、図書館利用者と図書館のミスマッチの論考がある。
世界知的所有権機関（WIPO）マラケシュ条約への加盟により、日本政府はその第4条に定める著作権法の規制を改めて著作物を利用しやすい形態に複製し譲渡することや、公衆が利用できる状態に置く権利の制限又は例外規定の定めを求められるとともに、第5条にあるとおり、それら複製物を他国の利用者が使いやすくする権限機関（Authorized Entity＝AE）の活動を支える課題を負うこととなった。2021年1月より条約に従った政策づくりが進められる。
アメリカの場合、既存の組織は著作権を設定した著作物の発行に際し、誰にでも読める版を作成するため、障がいのある人々がしばしば利用する DAISY 規格への移行を検討しはじめている。ゆっくりとではあるが、これまで用いたカセットテープなどの媒体をやめる傾向がアメリカで見られる。
アメリカのさまざまな組織が視覚障がいのある読者に対応しており、たとえば民間団体のラーニング・アライ Learning Ally（英語）やブックシェア Bookshare（英語）あるいはジョージア工科大学工学部が受託する AMAC アクセシビリティ が活動し、連邦政府はアメリカ議会図書館に置く全国障がい者図書サービス (NLS) を介して、在外居住者を含めた全国民に収蔵図書を無料送付する。前者の2件（ラーニング・アライおよびブックシェア）は読字がしにくいディスレクシアほかの障がいにも対応する。後者の NLS の場合、従来はカセットテープという現物を貸し出しており、形態が変わっても図書コンテンツを無料で提供するという、公共図書館に課された図書館学の手法をつらぬいている。
NLS およびラーニング・アライ加盟組織はコンテンツの暗号化に「DAISY Protected Digital Book」（PDTB）標準を採用する。このシステムは DAISY 定義ファイルは従来と共通ながら、音声ファイル、また事例によっては DAISY SMIL ファイルに記述した特定の情報タグも暗号化されており、暗号解読技術を介して再生する。読者はコンテンツの提供者から暗号キーを受け取り、DAISY 再生機器に読み込ませて暗号を解いてから、内容を利用する。ただし暗号解読手段そのものは標準の DAISY に添付されず再生機器に依存しており、暗号キー対応で必要なプログラム（アルゴリズム）を備えた機種に特化する。ブックシェアは独自のデジタル著作権管理の手法を採用し、デジタル図書ごとにダウンロードした利用者の「指紋」を設定する。これらの処置は著作権条項（合衆国法典第17編第1201条）を遵守し特別な方式で配布する措置であり、一例として適格な障がいが認定されない者など認証を受けない者、未承認の者による著作物の利用を防ぐことを目的とする。
2016年の改定に先立ち、学習障害団体からコメントが寄せられた。

## 再生環境
デイジー図書を再生するには、再生ソフトウェアをインストールしたパソコンやタブレット、スマートフォン等を使用するか、再生のための専用機器を使用する。

### ソフトウェア
- AMIS (Windows用、DAISY2.02および3に対応)[43][44]
- EasyReader (Windows用、DAISY2.02および3に対応)[45]
- Olearia (MacOS 用、DAISY2.02による音声再生のみに対応)[46]
- Daisy Dilight (Windows・MacOS・Linux用、DAISY2.02による音声再生のみに対応、NCC必須)[47]
- Voice of DAISY (iOS用、DAISY2.02に対応)[48]
- DaisyWorm (iOS用、DAISY2.02に対応)[49]
- Read2Go (iOS用、DAISY2.02および3に対応)[50]
- InDaisy (iOS用、DAISY2.02および3に対応)[51]
- android-daisy-epub-reader (Android用、DAISY2.02による音声再生のみに対応)[52]
- DAISY2Go (Symbian用、DAISY2.02および3に対応)[53]

### 専用機器
- プレクストーク[54]
- VRストリーム[55]
- Voice-Trek DM-4[56]
- ブックセンス[57]
- クラスメイト[58]

## 製作環境
デイジー図書を製作するには、製作用ソフトウェアをインストールしたパソコンを使用するか、DAISY製作のための専用機器を使用する。

### ソフトウェア
- PRS Pro (Windows用)[59]
- Sigtuna DAR 3 JP (Windows用、DAISY2.02対応、マルチメディアDAISY対応)[60]
- MyStudio PC (Windows用、DAISY2.02対応、デイジー録音図書のみに対応)[61]

#### 変換用ツール
- DAISY Translator[62] - Microsoft Word のアドインソフトウェア。DAISY Translator をインストールすると Word に DAISY 文書作成のためのコマンドが表示され、DAISY の文書が作成できるようになる。
- Odt2DAISY[63] - OpenOffice のワープロソフトである Writer の機能拡張。DAISY 3 フォーマットへの書き出しを可能にする。

### 専用機器
- プレクストーク デジタル録音機 DR-1[64]
- プレクストーク 録音編集・再生機 PTR2[65]